# Tauron Arena

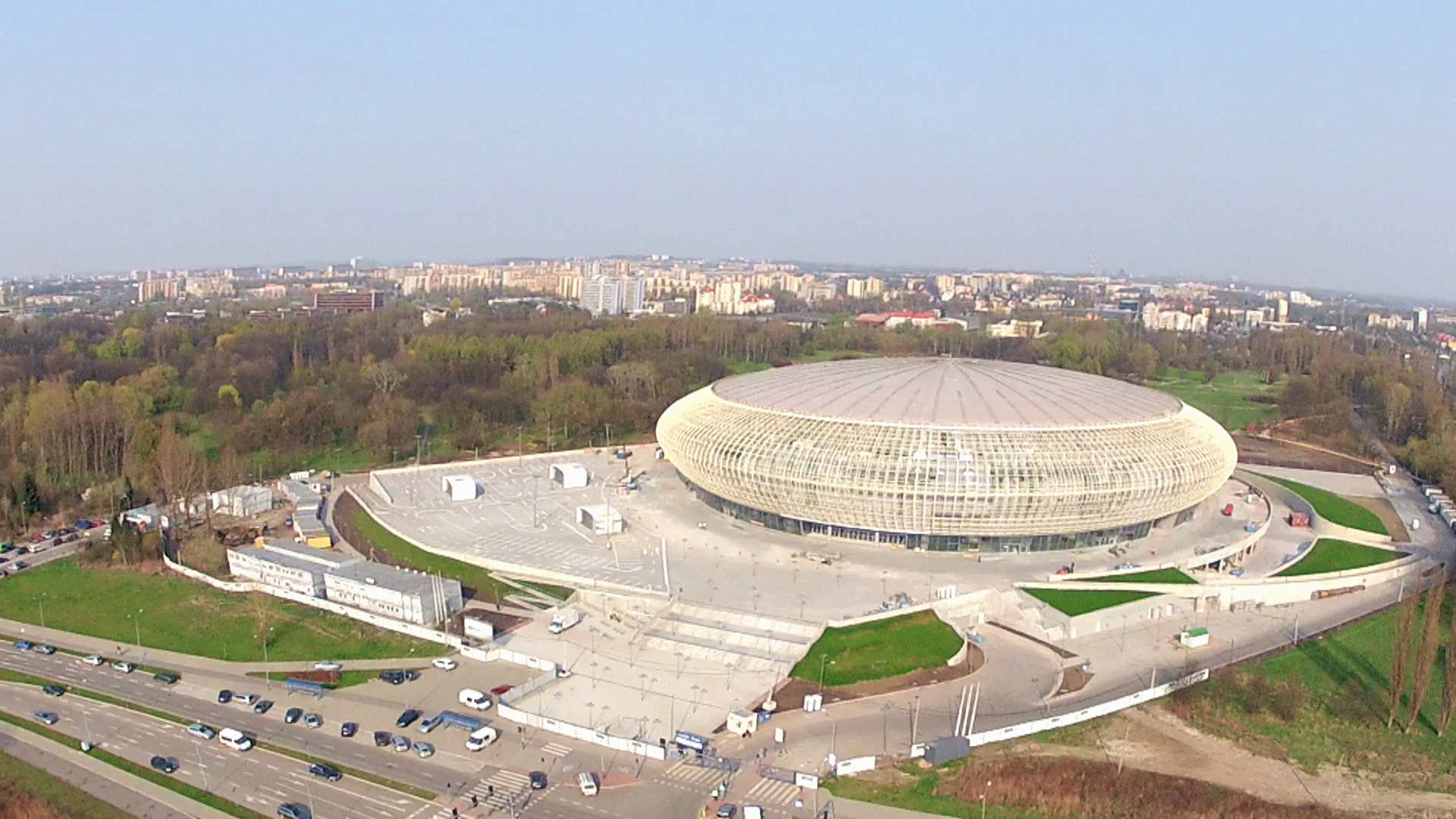
Tauron Arena, 1º de abril de 2014.

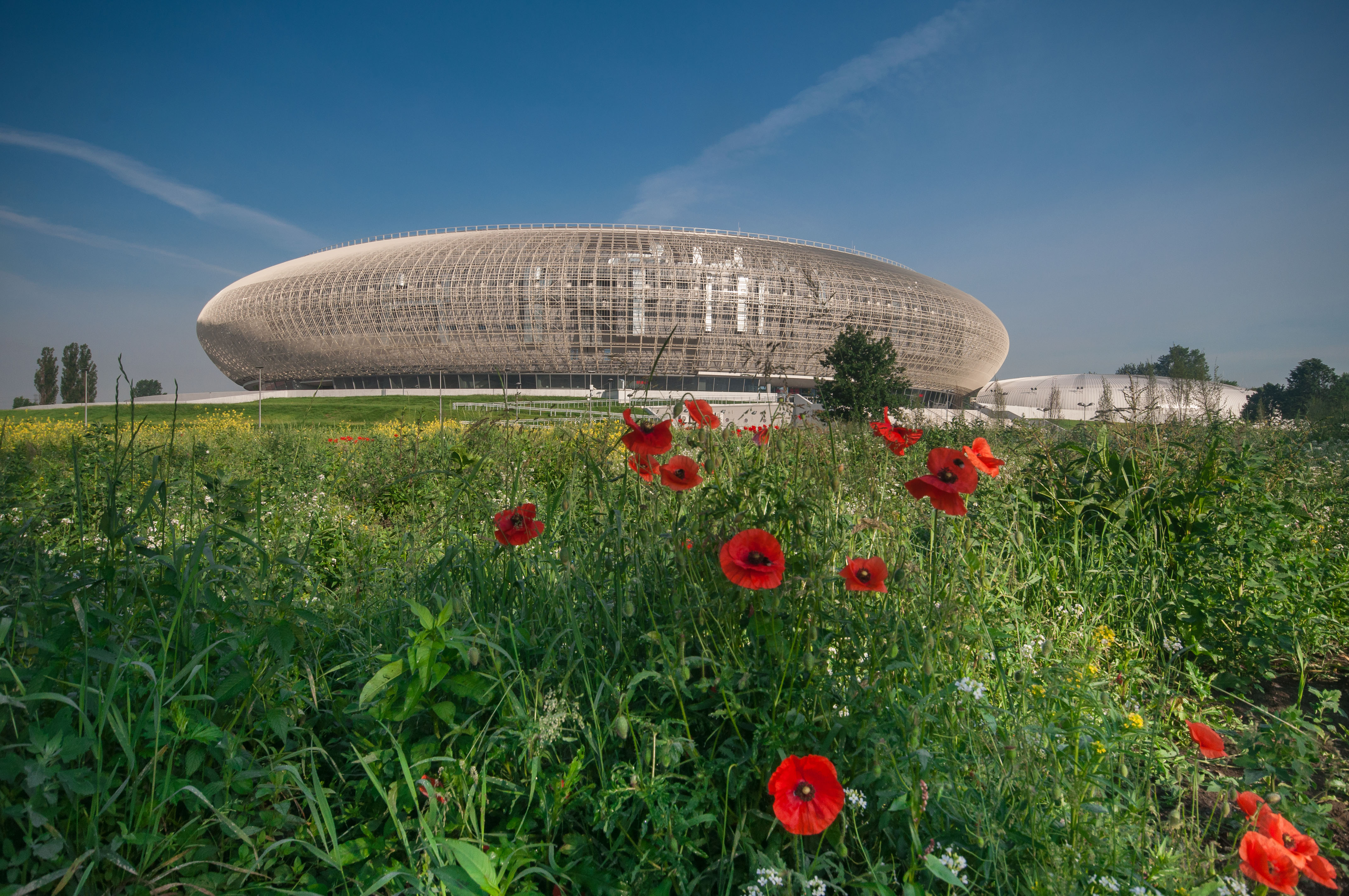
Vista lateral da Tauron Arena.

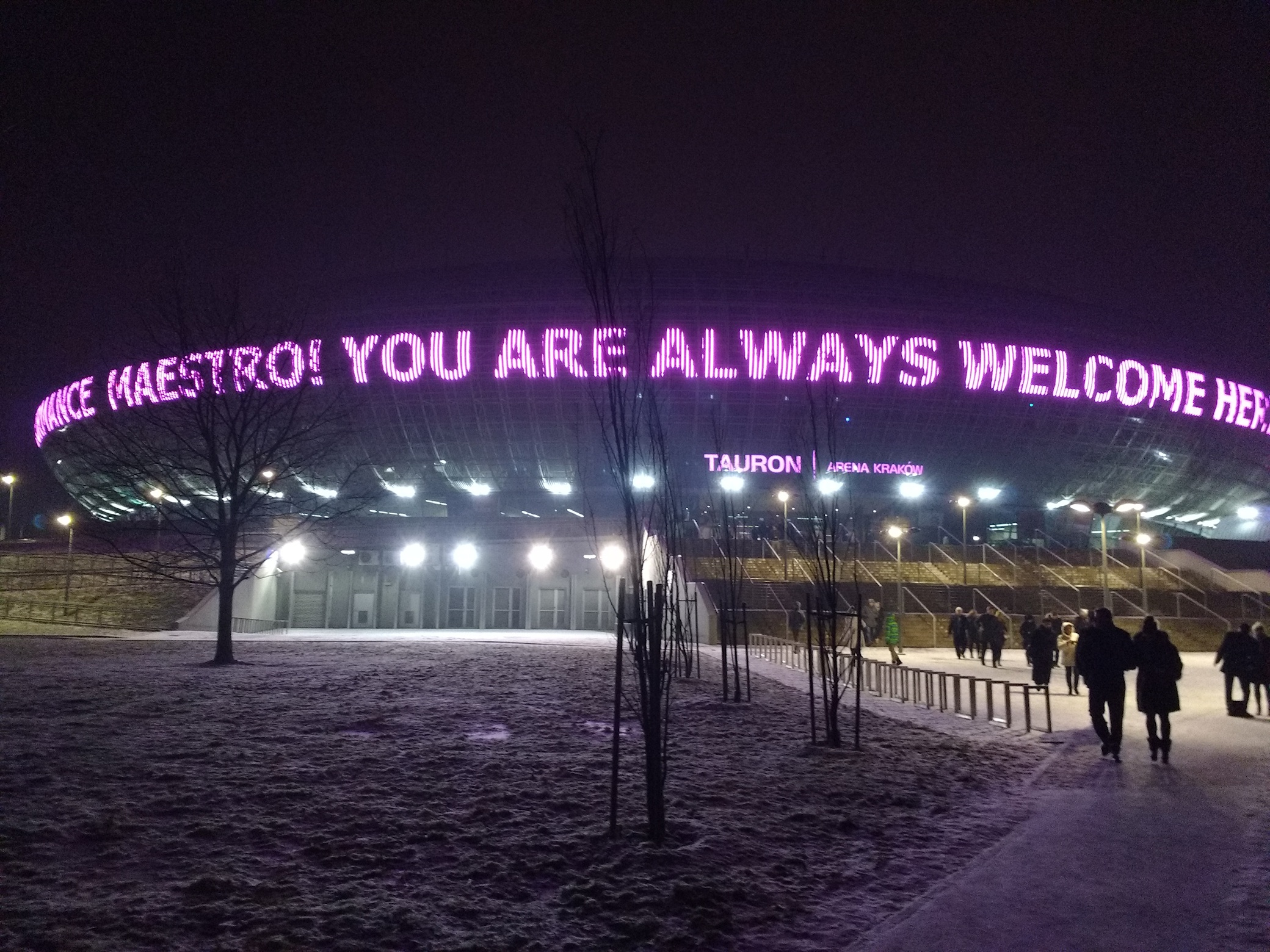
Mensagem de agradecimento depois do concerto do maestro italiano Ennio Morricone.

Tauron Arena é uma arena multisuo, localizada na cidade de Cracóvia, Polónia. Ela tem capacidade de 15.000 espectadores para eventos esportivos.
Sediou o Campeonato Mundial de Voleibol Masculino de 2014, a I Divisão do Campeonato Mundial de Hóquei no Gelo de 2015, Campeonato Europeu de Andebol Masculino de 2016, o torneio Europeu de League of Legends de 2016, entre outros.

## Visão geral
A Tauron Arena é o maior e um dos mais modernos locais de entretenimento e esportes na Polónia. Ele permite hospedar uma variedade de eventos esportivos, incluindo badminton, boxe, curling, ginástica artística e acrobática, futebol, hóquei, basquetebol, atletismo, patinação no gelo, voleibol, andebol, artes marciais, esportes radicais, ténis, ténis de mesa, provas equestres e esportes, competições de dança.
A arena tem uma área total de 96.815 metros quadrados, sendo 4.917 metros quadrados a área do piso da área principal. A capacidade média para concertos é de 18.000 espectadores, e 15.000 para eventos esportivos, sendo 22.000 a capacidade máxima.
A arena possui uma das maiores fachadas de mídia da Europa e a maior tela LED da Polônia. A fachada cobre 5.100 metros quadrados e a maior tela de LED da Polônia mede mais de 540 metros quadrados.

## Eventos

### Eventos desportivos
- Campeonato Mundial de Voleibol Masculino de 2014
- I Divisão do Campeonato Mundial de Hóquei no Gelo de 2015
- Campeonato Europeu de Andebol Masculino de 2016
- Campeonato Europeu de League of Legends de 2016
- Campeonato Europeu de Voleibol Masculino de 2017
- PGL Major: Cracóvia 2017

### Concertos
| Concertos na Tauron Arena | Concertos na Tauron Arena      | Concertos na Tauron Arena              | Concertos na Tauron Arena |
| Data                      | Artista                        | Evento                                 | Público                   |
| ------------------------- | ------------------------------ | -------------------------------------- | ------------------------- |
| 4 de novembro de 2014     | Michael Bublé                  | To Be Loved Tour                       | —                         |
| 5 de novembro de 2014     | Elton John                     | Follow the Yellow Brick Road Tour      | —                         |
| 20 de novembro de 2014    | Slash                          | World on Fire World Tour               | —                         |
| 16 de dezembro de 2014    | Bryan Adams                    | Reckless 30th Anniversary Tour         | —                         |
| 14 de fevereiro de 2015   | Ennio Morricone                |                                        | —                         |
| 21 de fevereiro de 2015   | Queen + Adam Lambert           | Queen + Adam Lambert Tour 2014–2015    | —                         |
| 24 de fevereiro de 2015   | Katy Perry                     | The Prismatic World Tour               | 12.500                    |
| 17 de abril de 2015       | Robbie Williams                | Let Me Entertain You Tour              | —                         |
| 28 de maio de 2015        | André Rieu                     |                                        | —                         |
| 8 de junho de 2015        | Faith No More                  |                                        | —                         |
| 13 de julho de 2015       | Mark Knopfler                  | Tracker Tour                           | —                         |
| 29 de setembro de 2015    | Eros Ramazzotti                | Eros World Tour 2015                   | —                         |
| 9 de novembro de 2015     | Foo Fighters                   | Sonic Highways World Tour              | —                         |
| 20 de dezembro de 2015    | Jose Carreras                  | A Life in Music                        | —                         |
| 6 de fevereiro de 2016    | Thomas Anders + Modern Talking |                                        | —                         |
| 4 de março de 2016        | Scorpions                      | Get Your Sting and Blackout World Tour | —                         |
| 11 de abril de 2016       | Mariah Carey                   | Sweet Sweet Fantasy Tour               | —                         |
| 3 de maio de 2016         | Hans Zimmer                    |                                        | —                         |
| 15 de maio de 2016        | Al Bano and Romina Power       |                                        | —                         |
| 31 de maio de 2016        | Il Divo                        | Amor & Pasión Tour 2016                | —                         |
| 1 de junho de 2016        | Maroon 5                       | Maroon V Tour                          | —                         |
| 4 de junho de 2016        | André Rieu                     |                                        | —                         |
| 15 de junho de 2016       | Zaz                            |                                        | —                         |
| 2 de julho de 2016        | Black Sabbath                  | The End Tour                           | —                         |
| 8 de setembro de 2016     | Kings of Leon                  |                                        | —                         |
| 11 de novemobro de 2016   | Justin Bieber                  | Purpose World Tour                     | —                         |
| 27 de novembro de 2016    | Martin Garrix                  |                                        | —                         |
| 16 de dezembro de 2016    | Enrique Iglesias               | Sex and Love Tour                      | —                         |
| 21 de janeiro de 2017     | Green Day                      | Revolution Radio Tour                  | —                         |
| 6 de fevereiro de 2017    | Ennio Morricone                | 60 Years of Music World Tour           | —                         |
| 8 de fevereiro de 2017    | Lara Fabian                    |                                        | —                         |
| 24 de fevereiro de 2017   | Lindsey Stirling               | Brave Enough Tour                      | —                         |
| 3 de março de 2017        | Sabaton                        | The Last Tour                          | —                         |
| 6 de maio de 2017         | Hardwell                       | Go Hardwell or go home Tour            | —                         |
| 27 de maio de 2017        | Bruno Mars                     | 24K Magic World Tour                   | 18.528                    |
| 30 de maio de 2017        | Hans Zimmer                    | Live on Tour                           | —                         |
| 2 de junho de 2017        | Aerosmith                      | Aero-Vederci Baby! Tour                | —                         |
| 15 de junho de 2017       | Linkin Park                    | One More Light World Tour              | —                         |
| 17 de junho de 2017       | System of a Down               | Impact Festival                        | —                         |
| 9 de julho de 2017        | Jean-Michel Jarre              | Electronica World Tour                 | —                         |
| 12 de outubro de 2017     | Sting                          | 57th & 9th Tour                        | —                         |
| 17 de outubro de 2017     | Imany                          |                                        | —                         |
| 25 de outubro de 2017     | David Garrett                  | Explosive – Live                       | —                         |
| 11 de novembro de 2017    | Andrea Bocelli                 |                                        | —                         |
| 11 de novembro de 2017    | James Newton Howard            |                                        | —                         |
| 27 de janeiro de 2018     | David Guetta                   |                                        | —                         |
| 7 de fevereiro de 2018    | Depeche Mode                   | Global Spirit Tour                     | —                         |
| 8 de abril de 2018        | The Kelly Family               | We Got Love – Live 2018                | —                         |
| 28 de abril de 2018       | Metallica                      | WorldWired Tour                        | —                         |
| 8 de junho de 2018        | Lenny Kravitz                  | Raise Your Vibration Tour              | —                         |
| 1 de julho de 2018        | Deep Purple                    | The Long Goodbye Tour                  | —                         |
| 3 de julho de 2018        | Pearl Jam                      | Pearl Jam 2018 Tour                    | —                         |
| 27 de julho de 2018       | Iron Maiden                    | Legacy of the Beast World Tour         | 40.000                    |
| 28 de julho de 2018       | Iron Maiden                    | Legacy of the Beast World Tour         | 40.000                    |
| 3 de dezembro de 2018     | Paul McCartney                 | Freshen Up Tour 2018                   | —                         |
| 13 de junho de 2023       | Iron Maiden                    | The Future Past Tour                   | 43.000                    |
| 14 de junho de 2023       | Iron Maiden                    | The Future Past Tour                   | 43.000                    |
| 23 de setembro de 2024    | Aurora                         | What Happened to the Earth?            | —                         |

Observação: Lista de concertos não atualizada.